# Derivare regresivă
În lingvistică, termenul „derivare regresivă” denumește un procedeu intern de formare a cuvintelor pentru îmbogățirea lexicului, care constă în suprimarea unui afix lexical real sau a unei părți de cuvânt în mod greșit considerat afix lexical. Unii autori amintesc de suprimarea numai a unui afix real, alții numai de a unuia considerat greșit real.
Față de derivarea propriu-zisă, cea regresivă este un procedeu invers, bazat pe principiul analogiei, cuvântul rezultat prin derivare regresivă fiind asemănător unor cuvinte bază de la care s-au format anterior derivate. De exemplu, în limba română s-a împrumutat cuvântul etimologist (< fr  étymologiste), apoi s-a suprimat sufixul -ist, dat fiind că existau deja cuvinte ca stomatolog sau mineralog.

## Derivarea regresivă în câteva limbi

### În limba română
În română sunt unele substantive, numite deverbale, formate prin suprimarea sufixului de infinitiv al verbelor corespunzătoare: auz (< auzi), astâmpăr (< astâmpăra), blestem (< blestema), câștig (< câștiga), schimb (< schimba) etc..
Este un fenomen aproape general în română formarea numelor de pomi și arbuști fructiferi de la numele fructelor lor, contrar unei limbi ca franceza, în care procedeul este invers (derivarea numelor de pomi și arbuști prin sufixare, de la numele fructelor). Exemple: alun (< alună), coacăz (< coacăză), nuc (< nucă), mur (< mură), smochin (< smochină). Această derivare regresivă se bazează pe interpretarea greșită a desinenței -ă de nominativ singular drept sufix de formare a femininului.
Sunt și câteva cazuri de formare a numelor de animate masculine de la femininele corespunzătoare. Astfel s-au format cuvinte deja învechite ca cintez (< cinteză) sau mașter (< mașteră „mamă vitregă”).

### În limba franceză
În această limbă, formarea de substantive deverbale masculine a fost productivă în limba veche [ex. accord (masc.) „acord” (< accorder)] și rămâne productivă pentru cele feminine, ex. adresse (fem.) „adresă” (< adresser). Uneori, în urma derivării regresive se produc schimbări fonetice, ex. gain „câștig” (< gagner).
Sunt și substantive formate prin suprimarea unui sufix nominal, ex. aristocrate (< aristocratie „aristocrație”), diplomate „diplomat” (< diplomatique ).
Există și unele cazuri de falsă interpretare a terminației e a unor substantive feminine, și formarea de la acestea a unor corespondente masculine: médecin „medic” (< médecine „medicină”), châtain „castaniu, șaten” (< châtaigne „castană”), violet „violet” (< violette „viorea”).
În franceză sunt și rare cazuri de suprimare a unui prefix: intendant „intendent” (< surintendant), transigeance „transigență” (< intransigeance „intransigență”).

### În limba engleză
În engleză se întâlnesc cazuri de formare a unor verbe de la substantive. De exemplu edit „a redacta” s-a format de la editor „redactor”, prin falsa interpretare a părții finale -or ca sufix de derivare, prin analogie cu substantive bază terminate în -t, de la care au fost derivate nume de agent: credit > creditor, inspect > inspector, act > actor.
S-au format verbe și prin suprimarea unor sufixe reale, ex. resurrect „a învia” (< resurrection „înviere”).
Un caz de derivare regresivă numită gramaticală este formarea singularului pea „bob de mazăre” de la forma veche pease interpretată ca fiind de plural.

### În limba maghiară
În maghiară, derivarea regresivă este relativ bine reprezentată încă din perioade vechi ale limbii. De pildă, dintr-o limbă slavă a fost împrumutat verbul kopati care s-a integrat în limbă prin adăugarea sufixului -l, după modelul derivării de verbe de la substantive cu acest sufix (ex. szó „cuvânt” > szól „spune ceva”), dând kapál „prășește”, apoi s-a format substantivul kapa „sapă” prin suprimarea lui -l.
Cărturarii care au participat în perioada 1790–1820 la mișcarea numită de „înnoire a limbii”, au format în mod conștient cuvinte noi, inclusiv prin derivare regresivă, dintre care unele au dispărut, dar altele sunt actuale, ex. pír „roșeață (a obrazului)” (< pirul „a roși”).
Este o tendință actuală în limba maghiară formarea de verbe prin suprimarea sufixului nominal al unor substantive compuse având la origine ca element secund un verb simplu, ex. hőszigetelés „izolare termică” > hőszigetel „a izola termic”, după modelul unor formații mai vechi, precum képviselő „reprezentant” > képvisel „a reprezenta”.

### În BCMS
În gramaticile BCMS sunt luate în seamă așa-numite substantive cu sufixul ∅ (zero), formate de la verbe cu prefix, în care, prin urmare, verbul este redus la radicalul său: prijenos „transfer, transmitere” (< prijenositi), otkup „răscumpărare” (< otkupiti), upis „înscriere” (< upisati), iskaz „expresie” (< iskazati „a exprima”), propis „prescripție (< propisati „a prescrie”).